# Stato di Jin (Cina)
Lo stato di Jin (cinese tradizionale: 晉, cinese semplificato: 晋, pinyin: Jìn; XI secolo a.C. – 453/403 a.C.), situato nell'attuale Shanxi, fu uno dei più potenti stati dell'antica Cina durante il periodo delle Primavere e degli Autunni quando il duca Wen, vincitore dello Stato di Chu nella battaglia di Chengpu, (632 a.C.) fu nominato egemone. Alla fine di questo periodo, Jin fu diviso in tre stati Han, Wei e Zhao. La divisione di Jin è talvolta considerata come l'evento iniziale del periodo dei Regni Combattenti, di cui questi tre nuovi stati divennero i protagonisti. Jin, inoltre, è rimasto l'appellativo tradizionale della regione dello Shanxi. Alla fine del III secolo d.C., all'inizio dell'omonima dinastia Jin, furono scoperti gli Annali di bambù, una cronaca che narrava, tra l'altro, la storia di Jin dopo l'inizio della dinastia Zhou orientale (verso il 771) fino al suo smembramento.

## Storia
La nascita di Jin risale al regno del re Cheng di Zhou (成王, 1110-1078 a.C.) che attribuì il feudo di Tang (唐) nello Shanxi a suo fratello Shuyu (叔虞). Fu poi il figlio di quest'ultimo che cambiò il nome del feudo in Jin. Come ramo della famiglia reale Zhou, i sovrani di Jin portavano il loro stesso nome di famiglia, Ji (姬). Furono marchesi (侯, hou) fino al 679 a.C., quindi duchi (公, gong). Il marchese Wen (文侯) sostenne il re Ping (平王), primo ministro degli Zhou orientali, nella sua partenza per la nuova capitale Luoyi (洛邑) e ne fu ricompensato.
Nel 745 a.C., il marchese Zhao (昭侯) attribuì il feudo di Quwo (曲沃) a suo zio Chengshi (成師). Questo ramo crebbe d'importanza e Ji Cheng (姬稱), terzo erede del feudo, fu nominato duca dal re di Zhou (duca Wu di Quwo, 曲沃武公). Da allora in poi, furono i suoi discendenti a governare Jin. Temendo d'essere a sua volta vittima di un'usurpazione, suo figlio, il duca Xian (獻公, 675-651 a.C.), fece massacrare gran parte del suo parentado e nominò ministri membri di altri clan, facendo così di Jin l'unico Stato in cui il clan del sovrano non era al comando dei posti importanti. Sotto il suo regno, Jin sconfisse Geng (耿), Huo (霍), Wei (魏), Yu (虞) e i barbari Lirong (驪戎) e Chidi (赤狄). Sotto il duca Wen (文公, 636-628 a.C.), Jin batté lo Stato di Chu nel 632 a.C. a Chengpu (城濮) e ricevette dal re Xiang di Zhou (周襄王) il titolo di egemone (霸主, bazhu). Da allora in poi, né lo Stato di Qin né quello di Qi osarono più attaccarlo, ma la lotta con Chu continuò con alti e bassi. Sotto il regno del duca Ling (靈公, 620-607 a.C.), il duca perse il controllo effettivo del potere a vantaggio del ministro Zhao Dun (趙盾) e di altri potenti clan. Nonostante un tentativo di recuperare il potere da parte del duca Li (厲公, 580-573 a.C.), alla fine del VI secolo a.C. dominavano sette famiglie (氏, shi): Fan (范氏), Zhongxing (中行氏), Zhi (智氏), Han (韓氏), Zhao (趙氏) e Wei (魏氏). Verso il 453 a.C., le ultime tre avevano eliminato le altre. I loro capi Han Qian (韓虔), Zhao Ji (趙籍) e Wei Si (魏斯) furono nominati marchesi dal re di Zhou nel 403 a.C. L'ultimo duca di Jin fu ucciso nel 349 a.C. dai clan Han e Zhao.

## Capitali
La capitale di Jin fu inizialmente Yi (翼), nell'attuale contea di Yicheng (翼城縣), o Jin (晉), a Linfen (臨汾). Nel 746 a.C. una capitale secondaria apparve a Quwo (曲沃), nell'attuale contea di Wenxi (聞喜縣). Un secolo più tardi, il duca Xian si stabilì a Jiang (絳) a sud-est di Yi. L'ultima capitale fu Xintian (新田) a Houma (侯馬), a partire dal regno del duca Jing (559-581 a.C.).